# دیزی دیک
دیزی دیک (انگلیسی: Daisy Dick؛ زادهٔ ۲۹ مارس ۱۹۷۲) سوارکار اهل بریتانیا است.